# تک‌زادویسان
تک‌زادویسان (نام علمی: Monogenea) نام یک رده از شاخه کرم‌های پهن است با اندام چسبندهٔ خلفی شامل قلاب یا بادکش یا ترکیبی از این دو، که زندگی انگلی دارند و غالباً روی پوست یا آبشش ماهیان زندگی می‌کنند؛ این جانوران در چرخهٔ زندگی خود تنها یک میزبان و یک مونه دارند.